# Ali Aliji
Ali Aliji (født 26. oktober 1980) er en makedonsk-albansk født, dansk professionel fodboldspiller, hvor hans primære position på banen er på midtbanen (venstrekanten). Hans nuværende klub er Boldklubben Fremad Amager (siden februar 2004), hvor han træner på deltid. Han debuterede for klubben den 12. april 2004 mod Boldklubben Skjold.
Han har spillet på alle Danmarks ungdomslandshold på nær U-15, og det var kun fordi den makedonske albaner ikke fik sit danske statsborgerskab hurtigt nok. Han nåede 28 ungdomslandskampe – heriblandt andet 8 U-19 landskampe, hvor han scorede 2 mål.
Ali Aliji var hos Brøndby IF i ungdomstiden og de første 2 og et halvt år af sin seniortid, men forlod klubben og blev amatør hos Brønshøj Boldklub fordi han ikke længere ønskede at spille for klubbens Danmarksseriehold. I perioden 30. juli – 5. august 2001 var han på en uges træningsophold hos skotske storklub Rangers F.C. uden dog at spille sig en til kontrakt. Træningsturen var arrangeret af spillerens agent Sonny Kovacs fra Football Consulting Denmark i samarbejde med Rangers FCs talentchef Tommy McLean.
Fra 2022 er han  Senior Account Manager i konsulent virksomheden Actief Hartmanns.

## Spillerkarriere
- 1998-2000: Brøndby IF (andethold), Danmarksserien
- 2001-2001: Brønshøj Boldklub, 1. division
- 2001-2001: FC Nordjylland, 2. division
- 2002-2002: Lyngby Boldklub, Superligaen
- 2002-2003: Brønshøj Boldklub, 1 mål, 1. division
- 2004-: Boldklubben Fremad Amager, 80 kampe og 5 mål, 1. division[2]